# When Soul Meets Soul
When Soul Meets Soul è un cortometraggio muto del 1913 diretto da Norman MacDonald.

## Produzione
Il film fu prodotto dalla Essanay Film Manufacturing Company.

## Distribuzione
Distribuito dalla General Film Company, il film - un cortometraggio a una bobina - uscì nelle sale cinematografiche USA il 3 gennaio 1913.
Copia della pellicola è conservata in archivio.